# Hotel Alpenblick
Das Hotel Alpenblick befindet sich in der Gemeinde Ohlstadt, es ist ein DAV-Vertragshaus. Besitzer des Hotels ist das Kolpingwerk, es gehört ebenfalls zur Hotelgruppe VCH – Verband Christlicher Hotels.

## Geschichte
Das Hotel Alpenblick gehört seit 1982 zum Kolping-Bildungswerk, einem gemeinnützigen Träger aus Augsburg. Das Hotel liegt in einem 25.000 m² großen Park. Die Architektur ist alpenländisch. In den Jahren 2006 bis 2021 wurden mehr als sechs Millionen Euro in das Hotel  investiert, dessen Betrieb 1982 mit 60 Betten begann; heute können 150 Gäste in 95 Zimmern beherbergt werden.

## Lage
Das Hotel Alpenblick liegt in Ohlstadt, einer Gemeinde im oberbayerischen Landkreis Garmisch-Partenkirchen in der Region Werdenfels.

## Hütten in der Nähe
- Weilheimer Hütte, bewirtschaftete Hütte, Bayerische Voralpen, (1946 m ü. NHN)
- Hörnlehütte, bewirtschaftete Hütte, Ammergauer Alpen (1390 m ü. NHN)
- Wankhaus, bewirtschaftete Hütte, Bayerische Voralpen, (1780 m ü. NHN)

## Tourenmöglichkeiten
- Heimgarten, Bergtour, Zugspitzregion, 13 km, 6,5 Std.
- Ohlstadt-Hirschberg-Rauheck-(Heimgarten)-Ohlstadt, Wanderung, Zugspitzregion, 12,5 km, 5,5 Std.
- Zur Veste Schaumburg, Wanderung, Zugspitzregion, 1,9 km, 0,45 Std.
- Kriegerdenkmal am Ramm bei Ohlstadt, Wanderung, Zugspitzregion, 1,7 km, 0,4 Std.
- Zum Ohlstädter Wasserfall, Wanderung, Zugspitzregion, 2,1 km, 0,45 Std.
- Zur Kreut-Alm und zum Freilichtmuseum Glentleiten, Wanderung, Zugspitzregion, 13,6 km, 3,45 Std.
- Ramm-Kriegerdenkmal, Wanderung, Zugspitzregion, 3,6 km, 1,5 Std.
- Heimgarten-Runde, Bergtour, Zugspitzregion, 11,9 km, 5,5 Std.

## Karten
ATK25-Q10 Murnau a.Staffelsee (Amtliche Topographische Karte 1:25.000): Penzberg, Iffeldorf, Huglfing, Benediktbeuern, Kochel a.See, Ohlstadt, Amtliche Topographische Karte 1:25.000 Bayern, Landkarte – Gefaltete Karte, 1. Mai 2022, ISBN 978-3-89933-950-5